# Liao He
Liao He (chiń. upr. 辽河; chiń. trad. 遼河; pinyin Liáo Hé) – rzeka w północno-wschodnich Chinach, płynąca przez południową, Nizinę Mandżurską i uchodząca do Zatoki Liaotuńskiej na Morzu Żółtym. 
Powstaje z połączenie Xiliao He (czyli Zachodniej Rzeki Liao), która ma źródło w Mongolii Wewnętrznej i Dongliao He (Wschodniej Rzeki Liao), która ma źródła w Górach Wschodniomandżurskich. Żegluga na Liao He jest możliwa na odcinku ok. 650 km; rzeka zamarza na cztery miesiące w roku. Długość rzeki wynosi 1430 km, a powierzchnia dorzecza to 219 tys. km².